# Кан, Наото
Наото Кан (яп. 菅 直人 Кан Наото, 10 октября 1946, Убе, Ямагути) — японский государственный и политический деятель, премьер-министр (2010—2011).

## Ранние годы
Наото Кан родился 10 октября 1946 года в городе Убе, префектура Ямагути, Япония, в обеспеченной семье. Его отец — Хисао Кан — работал менеджером в стекольной компании, а впоследствии получил должность управляющего в своей фабрике. По окончании средней школы Кан, переняв увлечение наукой у своего отца, поступил в Токийский технологический институт, где занимался изучением прикладной физики. В студенческие годы участвовал в протестном движении. В 1970 году Кан получил диплом об окончании обучения и в следующем году прошёл экзамен на получение лицензии патентного поверенного, вскоре после чего основал собственное патентное бюро, которым руководил в течение 4 лет. Начав заниматься политикой, Кан решил противостоять правившей Либерально-демократической партии Японии.

### Начало политической деятельности
Затем Кан основал организацию «Ассоциация граждан», вместе с членами которой смог убедить 80-летнюю японскую суфражистку Итикаву Фусаэ принять участие в выборах в члены парламента. Наото Кан стал руководителем её предвыборной кампании, по итогу которой Итикава заняла второе место. Проведя успешную избирательную кампанию, участники «Ассоциация граждан» Кана убедились, что в Японии возможно участвовать в политики, не принимая поддержку от крупных профсоюзов и бизнеса, от которой команда принципиально отказывалась. На фоне скандалов, окружавших Либерально-демократическую партию Японии, «Ассоциация граждан» решила выдвинуть собственного кандидата в лице Наото Кана в Палату представителей Японии на выборах в 1976 году. Кан занял второе место и набрал 11,7% голосов.
Начиная с 1977 года Наото Кан начал сотрудничать с Сабуро Эдо, который покинул Социалистическую партию Японии для создания своей собственной политической организации, которая получила название «Лига граждан-социалистов» (с 1978 года — «Социал-демократическая федерация»). Кан заметил, что организация имела схожие принципы касательно финансирования политических организаций. Политик стал кандидатом от «Лиги граждан-социалистов» на выборах в Палату советников Японии в 1977 году и занял восьмое место. В 1979 году Кан в очередной раз предпринял попытку баллотироваться в нижнюю палату парламента от «Социал-демократической федерации». Кандидат потерпел поражение, однако увеличил свой процент голосов, набрав 11,9%.
В 1980 году впервые был избран депутатом нижней палаты японского парламента как представитель небольшой Социал-демократической федерации. С тех пор неизменно переизбирался в парламент на всех последующих выборах.

## Работа в правительстве
В 1996 году впервые вошёл в состав японского правительства. В коалиционном левоцентристском правительстве Томиити Мураямы Наото Кан занял пост министра здравоохранения. Однако, уже после всеобщих парламентских выборов в ноябре того же года, правительство Мураямы вынуждено было уйти в отставку.
Вскоре Наото Кан примкнул к вновь созданной центристской Демократической партии Японии, возглавив её вместе с Юкио Хатоямой и Такахиро Ёкомити. В 1997 году он уже единолично возглавил эту партию. В 1999 году он оставил пост лидера партии, вернувшись на этот пост в 2002 году, и вновь сложив свои полномочия в 2004 году.
В 2009 году Демократическая партия завоевала большинство мест в японском парламенте и получила право сформировать правительство. В новом кабинете Наото Кан занял пост заместителя премьер-министра, а с 2010 года — одновременно с ним и пост министра финансов с принципиально новыми полномочиями.

## Премьер-министр Японии
После отставки премьер-министра Юкио Хатоямы с постов главы правительства и лидера Демократической партии, Кан был избран его преемником. 4 июня 2010 года официально он был утверждён на должности главы правительства. Кабинет Наото Кана и лично премьер-министр неоднократно обвинялись в малоэффективной деятельности по преодолению последствий разрушительного землетрясения и цунами 11 марта 2011 года. Принимая во внимание общественное мнение о событиях на японской АЭС Фукусима-1, Наото Кан занял жёсткую позицию против дальнейшего использования атомной энергии в Японии и во всём мире. Однако, это не смогло остановить падение популярности политика. 2 июня 2011 года в парламенте Японии состоялось голосование о вынесении вотума недоверия кабинету Кана. Хотя это предложение не нашло поддержки необходимого числа депутатов, это лишь временно укрепило позиции премьер-министра. Наото Кан, готовясь уйти с поста лидера правящей партии и главы кабинета, использовал свой тактический выигрыш для того, чтобы провести через парламент пакет жёстких мер, направленных на стимуляцию экономики страны. 22 августа 2011 года он заявил о намерении уйти в отставку. 26 августа Наото Кан покинул пост главы правящей Демократической партии. 30 августа 2011 года правительство Наото Кана в полном составе ушло в отставку.